# Hedwig Francillo-Kauffmann

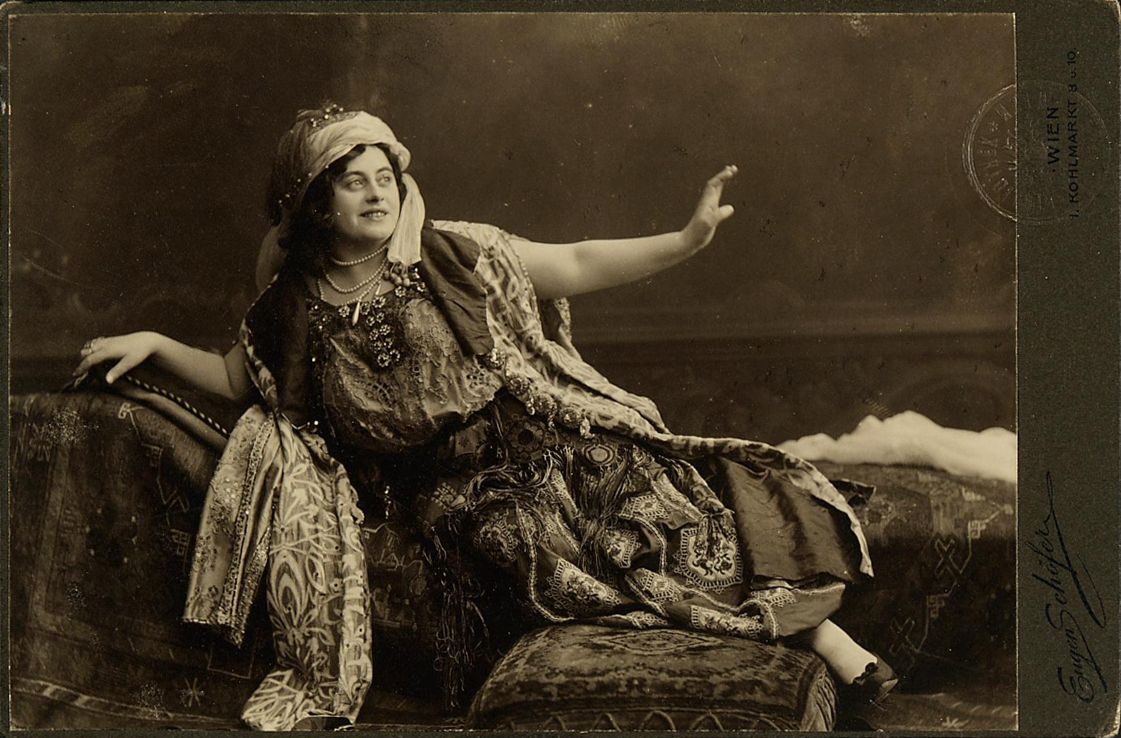
Francillo-Kauffmann

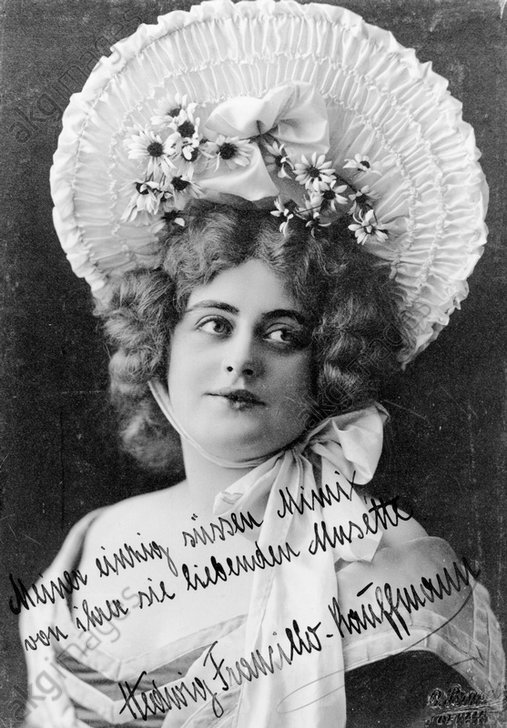
Francillo-Kauffmann

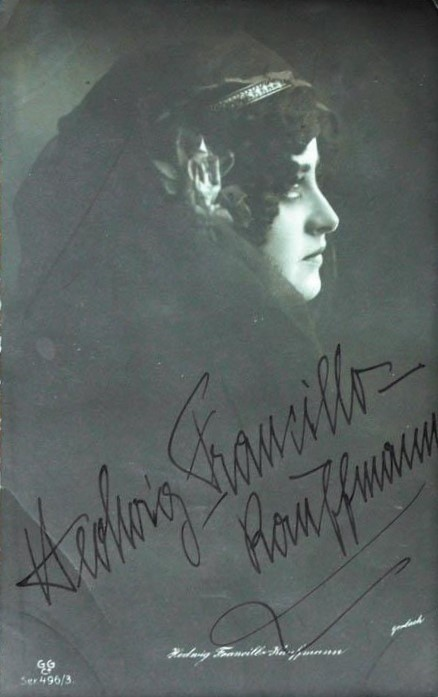
Autogrammpostkarte, um 1915

Hedwig Francillo-Kauffmann (geb. Hedwig Clementine Franz(e)l, Künstlername Francillo Kauffmann, Ehename de Souza Guimarães, geb. 30. September 1878 in Wien, gestorben 11. April 1948 in Rio de Janeiro) war eine österreichische Sopranistin.

## Leben

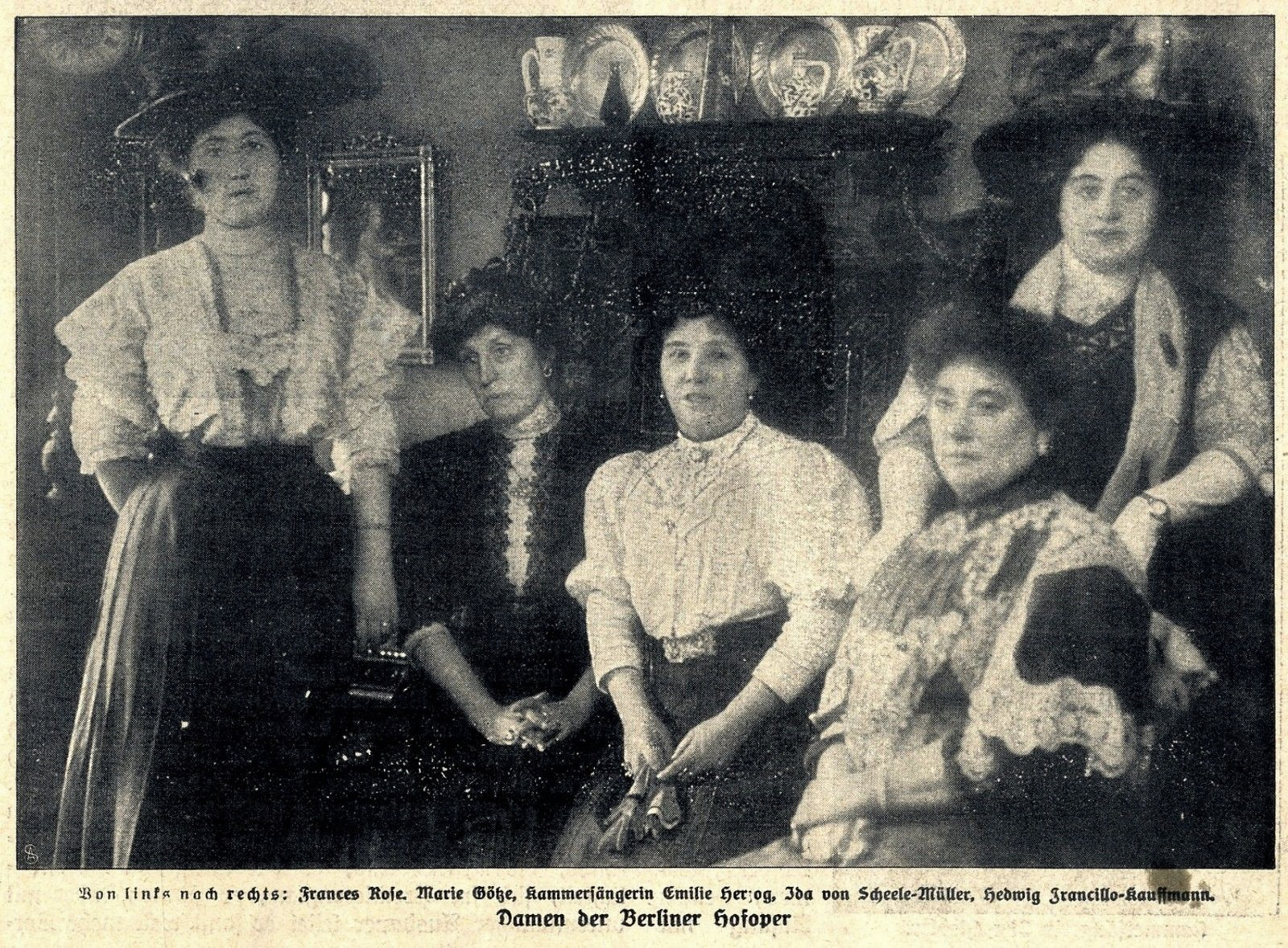
Damen der Berliner Hofoper, 1908

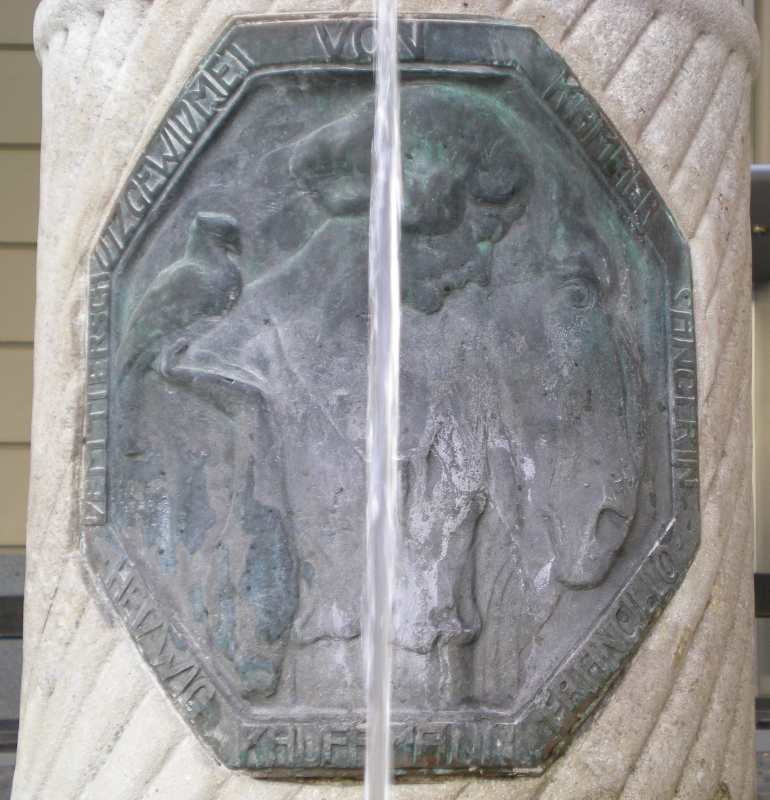
Francillo-Kauffmann auf der Plakette des Tiertränkebrunnens

Am 30. September 1878 kam sie als uneheliches Kind der Hausarbeiterin Maria Franzl (geb. 30. November 1856 in Wien-Braunhirschen) in Ober Sankt Veit auf die Welt. Als Kindsvater wurde elf Jahre später der Hausverwalter der Postsparkasse Karl Kaufmann (27. Juni 1854–10. Juli 1925) registriert. Zuvor hatte am 18. November 1889 die Eheschließung der Eltern stattgefunden. Sie studierte Operngesang bei Franziska Mütter (diese eine gute Freundin Arthur Schnitzlers) in Wien, bei Aglaja Orgéni in Dresden und in Mailand. Ihr Debüt gab sie in der Saison 1898/1899, als sie am Stadttheater Stettin engagiert war. 1899–1902 war sie am Hoftheater Wiesbaden, 1902/1903 am Hoftheater München, 1903–1908 an der Berliner Hofoper und Komischen Oper engagiert. Von 1908 bis Ende der Saison 1912 arbeitete sie an der Wiener Hofoper. 1909 trat sie hier gemeinsam mit Enrico Caruso auf. Am Ende der Tätigkeit an diesem Haus wurde sie zur Kammersängerin ernannt. 1912–1917 war sie am Stadttheater Hamburg. Hier heiratete sie im Juli 1916 den brasilianischen Diplomaten Wenceslau Souza-Guimarães. Unmittelbar nach ihrer Hochzeit weihte sie den von ihr gestifteten Tiertränkebrunnen in Wien ein, der damals noch hinter der Secession aufgestellt war, seither aber versetzt wurde. In den Jahren, die auf ihre Eheschließung folgten, trat sie nurmehr bei Gastspiel- und Konzertreisen auf. 1921 besuchte sie mit ihrem Ehemann und einem zweijährigen Sohn – gleichfalls Wenceslau – Brasilien. 1927 lebte sie als Pädagogin in Berlin. In Salomon Winingers Großer jüdischen National-Biographie, Band 3, 1928, S. 426 wird sie als Jüdin geführt. Das dürfte der Grund sein, weswegen sie 1938 – ihr Ehemann war gestorben und sie lebte weiterhin in Berlin – staatenlos war und die zunehmenden Schikanen gegenüber der jüdischen Bevölkerung ertragen musste, wenngleich sich der brasilianische Botschafter für sie einsetzte. Im Folgejahr nahm sie eine Berufung an das Mozarteum in Salzburg an, wo sie am 15. April 1939 zu unterrichten begann. Am 10. Oktober 1947 emigrierte sie nach Rio de Janeiro, zu ihrem Sohn. Dort starb sie im Folgejahr.
Hedwig Francillo-Kauffmann hinterließ zahlreiche Schallplatten, die ältesten auf Berliner Records (Wiesbaden 1901), dann Lyrophon (Berlin 1906), Anker (Berlin 1906 und 1913), Gramophone (Wien 1908–10), Parlophon (Wien 1911, Berlin 1913–14 und 1927–29), Pathé, Artiphon (Berlin 1926), Homocord (Berlin 1926) und Kalliope (Berlin 1926–27), außerdem Edison-Walzen (Berlin 1907–08).